# Lucas Hey
Lucas Boel Hey (Dragør, 13 aprile 2003) è un calciatore danese, difensore dell'Anderlecht.

## Carriera

### Club
Cresciuto nel settore giovanile del Lyngby, ha esordito in prima squadra il 24 maggio 2021 nella partita di campionato pareggiata per 2-2 contro il Vejle. Il 13 gennaio 2022 prolunga fino al 2024 con i biancoblu; il 7 agosto 2023 viene acquistato dal Nordsjælland, con cui firma un quadriennale.
Nel 2025 si è trasferito nella prima divisione belga all'Anderlecht.

### Nazionale
Ha giocato nelle nazionali giovanili danesi Under-19, Under-20 ed Under-21.

## Statistiche

### Presenze e reti nei club
Statistiche aggiornate al 18 agosto 2024.
| Stagione        | Squadra         | Campionato      | Campionato | Campionato | Coppe nazionali | Coppe nazionali | Coppe nazionali | Coppe europee | Coppe europee | Coppe europee | Altre coppe | Altre coppe | Altre coppe | Totale | Totale |
| Stagione        | Squadra         | Comp            | Pres       | Reti       | Comp            | Pres            | Reti            | Comp          | Pres          | Reti          | Comp        | Pres        | Reti        | Pres   | Reti   |
| --------------- | --------------- | --------------- | ---------- | ---------- | --------------- | --------------- | --------------- | ------------- | ------------- | ------------- | ----------- | ----------- | ----------- | ------ | ------ |
| 2020-2021       | Lyngby          | SL              | 1          | 0          | CD              | -               | -               | -             | -             | -             | -           | -           | -           | 4      | 0      |
| 2021-2022       | Lyngby          | 1.D             | 2          | 0          | CD              | 1               | 0               | -             | -             | -             | -           | -           | -           | 3      | 0      |
| 2022-2023       | Lyngby          | SL              | 24         | 0          | CD              | 1               | 0               | -             | -             | -             | -           | -           | -           | 25     | 0      |
| lug.-ago. 2023  | Lyngby          | SL              | 3          | 0          | CD              | 0               | 0               | -             | -             | -             | -           | -           | -           | 3      | 0      |
| Totale Lyngby   | Totale Lyngby   | Totale Lyngby   | 30         | 0          |                 | 2               | 0               |               | -             | -             |             | -           | -           | 32     | 0      |
| ago. 2023-2024  | Nordsjælland    | SL              | 20         | 0          | CD              | 4               | 0               | UECL          | 8             | 1             | -           | -           | -           | 32     | 1      |
| 2024-2025       | Nordsjælland    | SL              | 5          | 0          | CD              | 0               | 0               | -             | -             | -             | -           | -           | -           | 5      | 0      |
| Totale carriera | Totale carriera | Totale carriera | 55         | 0          |                 | 6               | 0               |               | 8             | 1             |             | -           | -           | 69     | 1      |